# Wspólnota administracyjna Vier Berge-Teucherner Land
Wspólnota administracyjna Vier Berge-Teucherner Land (niem. Verwaltungsgemeinschaft Vier Berge-Teucherner Land) - była wspólnota administracyjna w Niemczech, w kraju związkowym Saksonia-Anhalt, w powiecie Burgenland. Siedziba wspólnoty znajdowała się w mieście Teuchern. Została rozwiązana 1 stycznia 2011.
Wspólnota administracyjna zrzeszała jedną gminę miejską oraz siedem gmin wiejskich: 
- Deuben
- Gröben
- Gröbitz
- Krauschwitz
- Nessa
- Prittitz
- Teuchern - miasto
- Trebnitz

Wszystkie gminy zostały połączone w nowo powstałe miasto Teuchern.